# 大馬德布勒肯湖

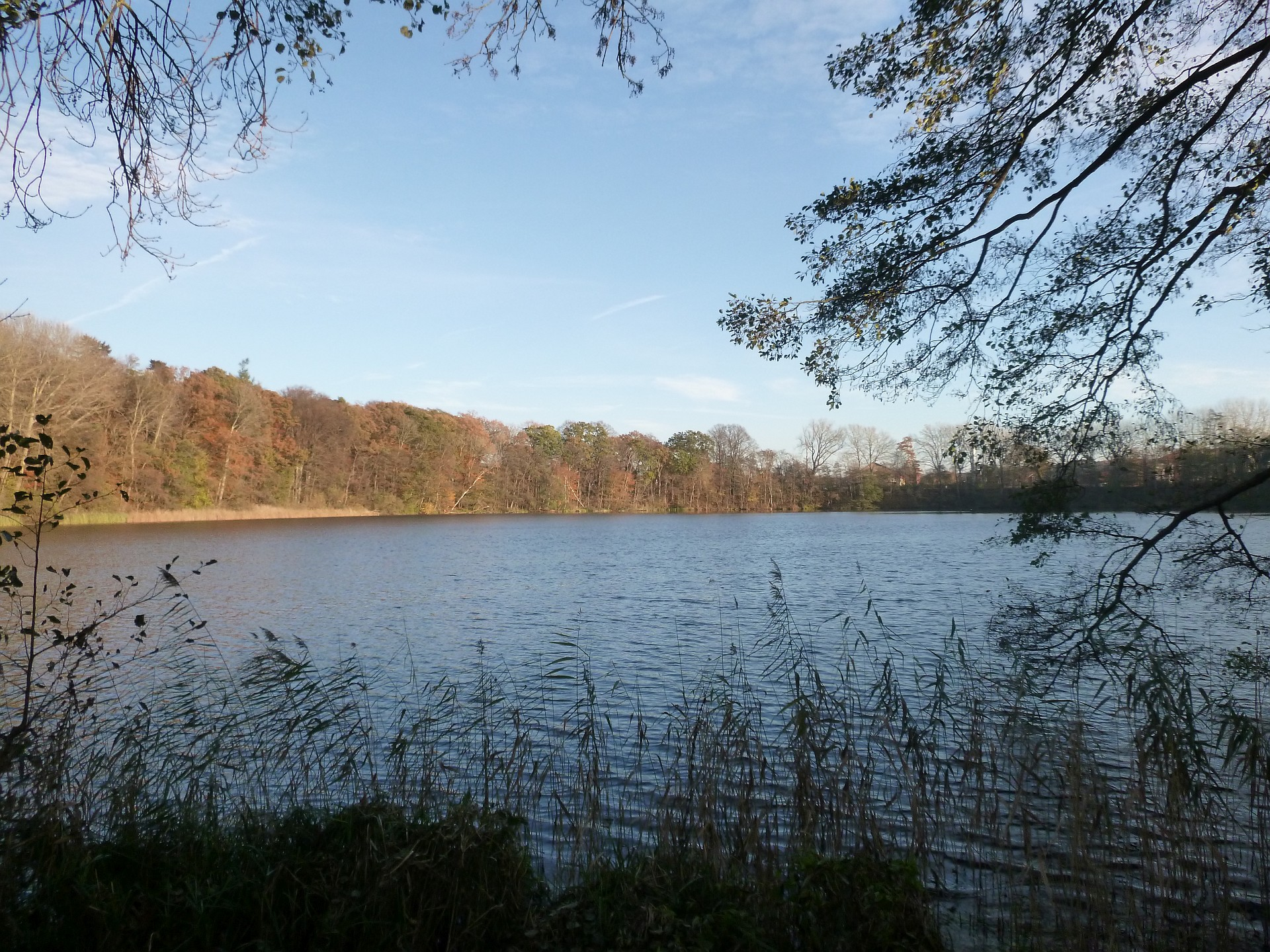

54°09′05″N 10°27′34″E / 54.1513°N 10.4594°E
大馬德布勒肯湖（德語：Großer Madebrökensee），是德國的湖泊，位於該國北部石勒蘇益格-荷爾斯泰因州，由普倫縣負責管轄，面積0.04平方公里，最大水深10.8米，湖岸線長度1公里。